# Hideo Azuma
Hideo Azuma (吾妻 ひでお, Azuma Hideo,  echte naam 吾妻 日出夫, wordt hetzelfde uitgesproken) (Urahoro te Tokachi, 6 februari 1950 – Tokio, 13 oktober 2019) was een Japans mangaka. Azuma debuteerde in 1969 in het Akita Shoten tijdschrift Manga o. Hij is vooral bekend voor zijn sciencefiction lolicon werken, welke verschenen in magazines als Weekly Shonen Champion, en voor zijn komische kindermanga zoals Nanako SOS en Little Pollon (welke beiden in de jaren 1980 verwerkt werden tot een anime).
Vanaf 1978 werden Azuma's werken uitgegeven in kleine niche-tijdschriften zoals Bessatsu Kisoten. In 1979 publiceerde Azuma zijn lolicon manga White Cybele, de eerste manga in dit genre. Sindsdien is Azuma bekend als de "vader van lolicon". Vanaf dan werd zijn oeuvre uitgegeven in tijdschriften als Shojo Alice. Azuma werd een centraal figuur in de pornografische manga industrie en de otakucultuur.
In de late jaren 1980 en de jaren 1990 ontwikkelde Azuma een drankprobleem. Dit was te wijden aan de stress van zijn hectische werkleven als mangaka. Hij verdween tweemaal verscheidene maanden, onderging een zelfmoordpoging en werd uiteindelijk opgenomen in een verslavingszorgprogramma. In 2005 publiceerde hij een mangadagboek over deze ervaringen getiteld Disappearance Diary (Shisso Nikki). De titel werd vertaald naar het Engels, Frans, Spaans, Duits en Pools.

## Biografie

### Vroege jaren
Tijdens zijn schooltijd aan de Hokkaido Urahoro middelbare school nam Azuma deel aan een wedstrijd van het magazine COM. Andere bekende mangaka als Monkey Punch en Fumiko Okada namen eveneens deel. In 1968 verhuisde hij na zijn afstuderen naar Tokio, waar hij werk vond bij Toppan Printing. Drie maanden later verliet hij het bedrijf om manga assistent te worden voor Rentaro Itai. In deze periode werkte Azuma mee aan reeksen als Mini Mini Manga, welke in Weekly Shonen Sunday werden uitgebracht.
Azuma maakte zijn professionele debuut in 1969 in het tijdschrift Manga o met het werk Ringside Crazy. Het jaar erop stopte hij met werken als assistent om zelf mangaka te worden. Hij begon met het tekenen van shojo en seinen. Zijn vroege werken waren vaak komische manga waarin hij onder invloed van de New Hollywood beweging sciencefiction elementen aan toe voegde. In deze periode experimenteerde hij vaak met manga die slechts uit een paneel bestonden (in plaats van vier, zoals gebruikelijk in yonkoma).
Vanaf 1972 begon Azuma populariteit te vergaren dankzij zijn schuine humor die in Weekly Shonen Champion reeksen als Futari to 5-nin werden gepubliceerd. In datzelfde jaar trouwde hij met zijn assistent, met wie hij in 1980 een dochter en in 1983 een zoon kreeg. In zijn werk wordt zijn vrouw benoemd als "Assistant A", zijn dochter als "Assistant B" en zijn zoon als "Assistant C".

### Carrière hoogtepunt
In 1975 begon Azuma het verhaal Yakekuso Tenshi uit te geven in het tweemaandelijkse manga tijdschrift Play Comic. Vanaf dat moment publiceerde hij regelmatig sciencefiction verhalen in verscheidene niche magazines zoals Kiso Tengai en Peke. Dankzij de sciencefiction parodie Fujori Nikki vergaarde Azuma veel sciencefiction fans. Fujori Nikki won in 1979 de Seiun Award voor beste strip van het jaar.

## Oeuvre

### Manga
- Futari to 5-nin (1974–1976, 12 volumes, Shonen Champion Comics, Akita Shoten)
- Shikkomoro Hakase (1976, 1 volume, Sun Comics, Asahi Sonorama)
- Oshaberi Love (1976–1977, 2 volumes, Princess Comics, Akita Shoten)
- Olympus no Pollon (1977, 2 volumes, Princess Comics, Akita Shoten)
  - anime versie Ochamegami Monogatari Koro Koro Pollon in 1982-1983
  - manga werd herdrukt in 2005-2007 door Hayakawa Shoten
- Eight Beat (1977, 2 volumes, Sun Comics, Asahi Sonorama)
- Kimagure Goku (1977, 2 volumes, Sun Comics, Asahi Sonorama)
- Midare Moko (1977, 1 volume, Power Comics, Futabasha)
- Chibi Mama-chan (1977–1978, 2 volumes, Shonen Champion Comics, Akita Shoten)
- Chokkin (1977–1978, 4 volumes, Shonen Champion Comics, Akita Shoten)
- Yakekuso Tenshi (1977–1980, 5 volumes, Akita Manga Bunko, Akita Shoten)
- Nemuta-kun (1978, 2 volumes, KC Comics, Kodansha)
- Sexy Ai (1978, 1 volume, Sun Comics, Asahi Sonorama)
- Fujori Nikki (1979, Kiso Tengai Comics, Kiso Tengai)
- Kyuketsuki-chan (1979, Kiso Tengai Comics, Kiso Tengai)
- Parallel Kyoshitsu (1979, Kiso Tengai Comics, Kiso Tengaisha)
- Animal Company (1980, My Comics, Tokyo Sanseisha)
- Azuma Hideo Sakuhinshu 1: Methyl Metaphysic (1980, Kiso Tengai Comics, Kiso Tengai)
- Azuma Hideo Sakuhinshu 2: Gansaku Hideo Hakkenden (1980, Akita Shoten)
- Azuma Hideo Sakuhinshu 3: Kakuto Family (1980, Kiso Tengai Comics, Kiso Tengai)
- Azuma Hideo Sakuhinshu 4: The Iroppuru (1980, Kiso Tengai Comics, Kiso Tengai)
- Mimi (1980, Sun Comics, Asahi Sonorama)
- Ningen Shikkaku (manga)|Ningen Shikkaku (1980, My Comics, Tokyo Sanseisha)
- Tobe Tobe Donkey (1980, Princess Comics, Akita Shoten)
- Yadorigi-kun (1980, Shonen Champion Comics, Akita Shoten)
- Brat Bunny (1980–1982, 2 volumes, Animage Comics, Tokuma Shoten)
- Hizashi (1981, hardcover, Kiso Tengaisha)
- Maho Tsukai Chappy (1981, Animage Comics, Tokuma Shoten) - manga bewerking van de 1972 magical girl anime reeks van Toei Animation; geen oorspronkelijk Azuma personage
- Mia-chan Kanno Shashinshu (1981, Jihi Shuppan)
- Paper Night (1981, Shonen Shojo SF Manga Kyosaku Daizenshu Zokango, Tokyo Sanseisha)
- Suki! Suki!! Majo Sensei (1981, Animage Comics, Tokuma Shoten)
- Yosei no Mori (1981, Torauma Shobo)
- Scrap Gakuen (1981–1983, 3 volumes, Akita Shoten Manga Bunko, Akita Shoten)
- Butsu Butsu Bokenki (1982, My Comics, Tokyo Sanseisha)
- Chocolate Derringer (1982, Play Comic Series, Akita Shoten)
- Hyper Doll (manga)|Hyper Doll (1982, Play Comic Series, Akita Shoten)
- Jinginaki Kuroi Taiyo Lolicon-hen (Lolicon Daizenshu) (1982-05-31, Gun'yusha Shuppan)
  - uitgegeven in Minity-Yamu (1984-12-30, Play Comic Series, Akita Shoten)
- Magical Land no ojo-tachi (1982, Sanrio)
- Umi kara Kita Kikai (1982, Kiso Tengaisha)
- Yakekuso Mokushiroku (1982, Sun Comics, Asahi Sonorama)
- Mia-chan Love World (1983, Best Hit Series, Akita Shoten)
- Little Pollon|Ochamegami Monogatari: Koro Koro Pollon (1983, anime versie, 100-ten Land Comics, Futabasha)
- Nanako SOS (1983–1986, 5 volumes, Just Comic Zokan, Kobunsha)
  - anime bewerking in 1983, ook bekend als Nana Supergirl (Italië), Supernana (Frankrijk)
- Majunia Eve (1984, Play Comic Series, Akita Shoten)
- Hideo Collection 1: Hideo Dowashu (1984, Action Comics, Futabasha)
- Hideo Collection 2: Jugatsu no Sora (1984, Action Comics, Futabasha)
- Minity-Yamu (1984, Play Comic Series, Akita Shoten)
- Hideo Collection 3: Sumire Konen (1985, Action Comics, Futabasha)
- Hideo Collection 4: Tenkai no Utage (1985, Action Comics, Futabasha)
- Hideo Collection 5: Daibokenko (1985, Action Comics, Futabasha)
- Hideo Collection 6: Taiyo wa Mata Noboru (1985, Action Comics, Futabasha)
- Hideo Collection 7: Tokimeki Alice (1985, Action Comics, Futabasha)
- Hideo Land 1: Amazing Marie (1985, Play Comic Series, Akita Shoten)
- Maku no Machi Death Match!! (1985, ISBN 4-592-13065-0, Jets Comics, Hakusensha)
- Pulp-chan no Daiboken (1985, Pulp Comics, Pulp)
- Oh! Azuma (1995, ISBN 4-8211-9440-6, Bunka Comics, Bunkasha)
- Ginga Horo (1995–1997, 2 volumes, Mag Comics, Magazine House)
- Azumania vol.1-3 (1996, Hayakawa Shoten)
- Crush Okusan (1998–2002, 2 volumes, Bunkasha Comics, Bunkasha)
- Azuma Hideo no Fujiyujo (1999, Mandarake)
- Futsukayoi Dandy (1999, ISBN 4-8387-1138-7, Mag Comics, Magazine House)
- Alien Eri (2000, ISBN 4-8211-9819-3, Bunkasha Comics, Bunkasha)
- Sanchoku Azuma Magazine 1 (2001-current, Jihi Shuppan)
- Disappearance Diary (Shisso Nikki) (2005, East Press, ISBN 4-87257-533-4)
- Nanako SOS (2005, Hayakawa Shoten, reprint)
- Benriya Mimi-chan (2006, Bunkasha, ISBN 4-8211-8351-X)
- Tokimeki Alice Teihon (2006, Chikuma Shuppansha, ISBN 4-8050-0455-X)
- Utsu Utsu Gideo Nikki (2006, Kadokawa Shoten, ISBN 4-04-853977-9)
- Yoru no Tobari no Naka de Azuma Hideo Sakuhinjo (2006, Chikuma Shuppansha, ISBN 4-8050-0456-8)
- Neo Azumania vol.1-3 (2006–2007, Hayakawa Shoten)
- Tobo Nikki (een autobiografie in de vorm van interviews) (2007, Nihon Bungeisha, ISBN 4-537-25465-3)
- The Ward of Alcoholics (Shisso Nikki 2) (2013, East Press, ISBN 978-4-78-161072-6)

### Boeken
- Nanako My Love: Azuma Hideo Illust Book (1983, Just Comic Zokan, Kobunsha)
- Yo no Sakana: Ohta Comics Geijutsu Manga Sosho (1992, ISBN 4-87233-074-9, Ohta Books)

## Prijzen
- 2005: Hoofdprijs, manga categorie, 9de Japan Media Arts Festival prijs voor Shisso Nikki[5]
- 2006: Hoofdprijs, Tezuka Osamu Cultuurprijs voor Shisso Nikki[6]
- 2008: Nominatie, Internationaal stripfestival van Angoulême voor Shisso Nikki[7]